# Pontenx-les-Forges
 Pontenx-les-Forges  (en occitano Pontens) es una comuna y población de Francia, en la región de Aquitania, departamento de Landas, en el distrito de Mont-de-Marsan y cantón de Mimizan.
Su población municipal en 2008 era de 1 387 habitantes.
Está integrada en la Communauté de communes de Mimizan .

## Demografía
| 840 | 921 | 740 | 1 052 | 1 486 | 1 625 | 1 647 | 1 712 | 1 761 | 1 895 | 2 037 | 1 985 | 1 932 | 1 849 | 1 989 | 1 905 | 1 981 | 1 973 | 1 989 | 1 957 | 1 730 | 1 571 | 1 454 | 1 333 | 1 204 | 1 246 | 1 273 | 1 218 | 1 223 | 1 192 | 1 138 | 1 086 | 1 357 | 1 387 |
| Para los censos de 1962 a 1999 la población legal corresponde a la población sin duplicidades (Fuente: INSEE [Consultar]) |     |     |       |       |       |       |       |       |       |       |       |       |       |       |       |       |       |       |       |       |       |       |       |       |       |       |       |       |       |       |       |       |       |